# Holger Behrendt
Holger Behrendt (ur. 29 stycznia 1964 w Schönebeck) – niemiecki gimnastyk. Trzykrotny medalista olimpijski z Seulu.
Reprezentował Niemiecką Republikę Demokratyczną. Zawody w 1988 były jego jedynymi igrzyskami. Sięgnął po trzy medale: triumfował w ćwiczeniach na kółkach i był trzeci w ćwiczeniach na drążku. Wspólnie z kolegami zajął drugie miejsce w drużynie. Trzy razy był brązowym medalistą mistrzostw świata. W 1985 był trzeci w drużynie, a w 1987 w drużynie i  na drążku. Wielokrotnie był mistrzem NRD.